# 越智貞厚
越智 貞厚（おち の さだあつ、生没年不詳）は、平安時代初期から前期にかけての官人。名は貞原とも記される。姓は直のち宿禰。官位は正六位上・隠岐守。

## 経歴
仁明朝の承和2年（835年）越智年足・広成らが直から宿禰に改姓しており、貞厚も同時に改姓したか。承和5年（838年）第19次遣唐使に史生として随行し、翌承和6年（839年）2月に唐の揚州に滞在した。文徳朝では大宰大典を務める。
清和朝にて隠岐守を務めるが、貞観8年（866年）新羅人と反逆を謀ったとして隠岐国の浪人・安曇福雄から密かに訴えられる。朝廷からの遣使による調査の結果、福雄の密告は誣告であることが判明し、福雄は反坐の罪に問われて斬刑となるところ、罪一等を減ぜられて遠流に処される。一方で貞厚は国内に殺人を犯した者がいるのを知りながら取り調べを行わなかったことから、官当に処された。

## 官歴
注記のないものは『日本三代実録』による。
- 承和2年（835年） 11月13日：直から宿禰に改姓？
- 承和6年（839年） 2月22日：見遣唐史生[1]
- 仁寿3年（853年） 2月11日：大宰大典[2]
- 貞観11年（869年） 10月26日：官当、前隠岐守正六位上